# Tokudaia osimensis
Tokudaia osimensis là một loài động vật có vú trong họ Chuột, bộ Gặm nhấm. Loài này được Abe mô tả năm 1933.